# Ostffy István
Asszonyfalvai Ostffy István (Farád, 1830. január 30. – Ostffyasszonyfa, 1910. szeptember 16.), országgyűlési képviselő, 1848/49-es honvédtiszt, földbirtokos,

## Élete

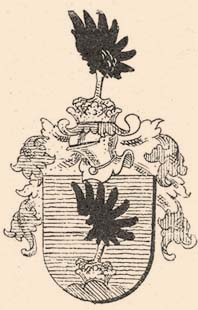
Az Ostffy család címerképe

Az ősrégi előkelő Osl vagy Osth nemzetségből származó evangélikus nemesi ostffyasszonyfai Ostffy családba született. Apja ostffyasszonyfai Ostffy Lajos (1783–1854), soproni szolgabíró, földbirtokos, anyja ajkai Ajkay Éva (1794–1873). Az apai nagyszülei ostffyasszonyfai Ostffy Mihály (1753–1811), földbirtokos, és muzsaji Vittnyédy Borbála (1756–1814) voltak. Az anyai nagyszülei ajkai Ajkay János (1744–1819), földbirtokos és dukai Takách Lídia (1768–1831) voltak. Fivére ostffyasszonyfai Ostffy Pál (1821–1890), Sopron vármegye alispánja, kuriai biró, földbirtokos volt.
Sopron városához Ostffy István régi diákkori emlékek fűzték. Ezért az ottani lapokba még öregségében is szeretett írogatni. Főispánja volt az 1827-ben létrehozott Deákkuti Vármegye nevű diákegyesületnek. Egyike azoknak az ifjaknak, kik 1848-ban pesti és győri mintára egy kis iskolai forradalmat rögtönöztek és 15 kemény pontokba foglalták össze nyomtatásban is kiadott kívánságaikat. Azután pedig a szót tettre váltva nyomban siettek a harcmezőre Ostffy István is dicsőséggel vette ki részét a szabadság harcból. Görgei Artúr seregébe beosztva vonult Buda alá, majd pedig Répássy táborával a Tisza mellé, a hol Szolnoknál és Kápolnánál ütközött meg az ellenséggel. A szolnoki csatában találkozott Vidos Mártonnal, a Radetzky ezred főkapitányával és ennek közbenjárásával lépett át az Atilla-huszárokhoz, a kikkel Dembinszky seregében több kemény ütközetet állott ki. Egy alkalommal csákója, melyen megakadt a golyó, mentette meg a haláltól; a Bega partján pedig egy orosz dzsidás tiszt pisztolyának golyója fúrta át bal lábát és ezen súlyos sebesülése után is néhány nap múlva részt vett a temesvári véres ütközetben.
A szabadságharc leverése után beosztották az osztrák seregbe és 1851-ig Veronában és Velencében szolgált mint közlegény. Innen visszatért édesatyjához Farádra. Nappal a gazdaságban dolgozott, éjjel pedig a Klapka—Wetter-féle, majd Garibaldi felkelésének tervét szövögette, melyet a porosz hadjárat tett azután feleslegessé. Visszatérése után élénk részt vett egyházi ügyeinkben is. Ostffy Pál bátyjával együtt küzdött ö is a pátens ellen. Ennek Farádról való távozása után, utódjául gyülekezeti felügyelőnek választották meg 1863-ban, és ezt a tisztet, bár ekkor már két más gyülekezetnek is felügyelője volt, készséggel fogadta el. Buzgóságát és áldozatkészségét hirdeti a farádiaknak akkor készült szép orgonája és az új iskola. Utóbb a politikai ügyek kötötték le figyelmét 1875-ben a csornai kerület választotta meg országgyűlési képviselőnek, de ilyen minőségben csak egy cikluson át szolgálta hazáját. Azután ismét családi birtokán Farádon gazdálkodott. Majd pedig Mihályiban megvásárolván a Roth-féle kastélyt, ide telepedett át.

## Házassága és leszármazottjai
Győrben, 1869. szeptember 7-én feleségül vette az evangélikus nemesi származású perlaki Perlaky Jolán (Győr, 1847. szeptember 20.–Ostffyasszonyfa, 1913. június 4.) kisasszonyt, akinek a szülei perlaki Perlaky Dániel (1801–1882), vagyonos győri posztókereskedő, és Dorner Emília (1809–1874) voltak. Az apai nagyszülei Perlaky Gábor (1761–1854), evangélikus lelkész, és leveldi Kozma Terézia (1761–1806) voltak. Az anyai nagyszülei (Dorner) Thurner József, győri kereskedő és Schmidt Zsuzsanna voltak. Perlaky Dánielné Dorner Emília fivére Dorner József (1808–1873) botanikus, gyógyszerész, a pesti evangélikus főgimnázium rendes tanára, növényszövettan egyik hazai úttörője, a Magyar Tudományos Akadémia tagja. Ostffy István és Perlaky Jolán frigyéből született:
- dr. Ostffy Lajos (Budapest, 1876. október 29. – Ostffyasszonyfa, 1944. december 26.) jogász, mezőgazdász, politikus, országgyűlési képviselő, Sopron és Vas vármegye főispánja, az Ostffy család utolsó férfi tagja. 1.f.: koltai Vidos Ilona (Kemenesmihályfa, 1880. május 27.–Budapest, 1911. november 20.). 2.f.: koltai Vidos Katalin (Ostffyasszonyfalu, 1895. február 8.–Győr, 1985. január 11.).
- Ostffy Aranka (Mihályi, 1879. október 21. – Mihályi, 1895. május 28.)